# Monica Palmgren

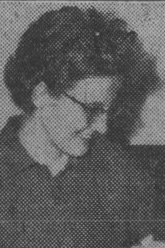
Monica Palmgren

Ruth Monica Palmgren, född 24 januari 1936 i Torps församling, Västernorrlands län, är en svensk arkitekt. Hon ingick 1956 äktenskap med Hans Palmgren.
Palmgren, som är dotter till tandläkare Åke Björby och Ninni Åström, avlade arkitektexamen vid Chalmers tekniska högskola 1960. Hon var anställd på Per-Axel Ekholms arkitektkontor i Göteborg 1960–1962, därefter innehavare av Palmgrens arkitektkontor Palmgren & Co och stadsarkitekt i Landvetters landskommun från 1964. Hon blev ledamot av kamratkommittén i Tekniska samfundet i Göteborg 1964.